# ImageMagick
ImageMagick ist ein freies Softwarepaket zur Erstellung und Bearbeitung von Raster- und Vektorgrafiken. Es kann mehr als 200 der üblichen Bildformate lesen, verändern und schreiben. Außerdem lassen sich Bilder dynamisch generieren, weshalb es auch im Bereich der Webanwendungen verwendet wird.

## Funktionalität
Die von ImageMagick angebotenen Funktionen reichen vom Zusammenfügen mehrerer Bilder über das Hinzufügen bzw. Erzeugen von einfachen Formen und Schrift, Verzerrungen, Größenveränderung und Drehen der Bilder bis zu Filterfunktionen wie Unschärfe, Solarisation, Kontrastanpassung oder Invertierung.
Das Paket ImageMagick enthält sowohl mehrere Dienstprogramme für die Kommandozeile als auch eine für viele Programmiersprachen verfügbare Programmbibliothek, um die verfügbaren Funktionen direkt in einem Programm zu verwenden. Es eignet sich auch besonders zur Stapelbearbeitung von Bildern.

## Bedienung

### Kommandozeile
Das Paket liefert eine Reihe von Kommandozeilenwerkzeugen:
magick
ist das wichtigste Werkzeug der Sammlung. Es kann Dateiformate konvertieren, skalieren, weichzeichnen, beschneiden, entrauschen, dithern, drehen, spiegeln und vieles mehr.
identify
gibt eine Beschreibung des Formats und der Charakteristika einer oder mehrerer Grafikdateien aus.
mogrify
bietet dieselben Funktionen wie convert, wobei es im Unterschied zu diesem die Ursprungsdateien mit dem Ergebnis überschreibt und nicht in eine neue Datei schreibt.
composite
überlappt zwei Bilder.
montage
setzt mehrere Bilder zu einem zusammen.
compare
zeigt die Unterschiede zwischen zwei Grafiken an – als Bericht einer mathematischen Analyse und visuell.
stream
kopiert einzelne oder mehrere Pixel-Komponenten eines Bildes in ein anderes Format. Hauptsächlich für sehr große Bilddateien gedacht.
display
zeigt ein Bild oder eine Bildersequenz über einen X-Server an.
import
erstellt Bildschirmfotos unter X11. Die Funktion sichert also die grafische Darstellung eines X-Servers in eine Datei – wahlweise den gesamten Bildschirmbereich, den Bereich eines Fensters oder eines definierten Rechtecks.
conjure
interpretiert Skripts in der Magick Scripting Language (MSL) und führt sie aus.

### Grafische Oberfläche
Der Befehl display oder display dateiname öffnet die grafische Oberfläche des Programms im X-Server und den Zugriff auf das sichtbar gewordene Bild. Auf die wichtigsten Bearbeitungsfunktionen kann sodann mit der linken Maustaste zugegriffen werden. Bei der Bearbeitung der Bilder über die Kommandozeile wird das Bild nicht angezeigt, die Bearbeitung ist dementsprechend schneller. 

## Hintergründe
ImageMagick wird momentan von mehr als 30 Stammentwicklern und unabhängigen Beitragenden weltweit aktiv weiterentwickelt. Der Programmcode selbst wird hierbei von einer Organisation namens ImageMagick Studio LLC getragen, etwa vergleichbar mit der Apache Software Foundation.
GraphicsMagick ist ein Ableger von ImageMagick, Version 5.5.2, entstanden im November 2002. Die Entwickler bemühen sich um ein offeneres Entwicklungsmodell, eine konstante Benutzerschnittstelle, effizientere Programmierung und höhere Verarbeitungsgeschwindigkeit. GraphicsMagick bietet eine verbesserte Unterstützung für Bilder mit hoher Farbtiefe und das im Filmbereich verwendete DPX-Format.
Einige der erzielten Verbesserungen sind wiederum in ImageMagick übernommen worden.